# Будівля центрального резервного фонду
Будівля центрального резервного фонду (Будівля ЦРФ) (англ. CPF Buildingкит.: 中央公积金局大厦)  — хмарочос в Сінгапурі. В будинку розташовані офіси Центрального резервного фонду Сінгапура. Висота 46-поверхового будинку становить 171 метр. Будівництво було завершено в 1976 році.
Будівля є представником інтернаціонального стилю в архітектурі. 